# Scolelepis lingulata
Scolelepis lingulata är en ringmaskart som beskrevs av Imajima 1992. Scolelepis lingulata ingår i släktet Scolelepis och familjen Spionidae. Inga underarter finns listade i Catalogue of Life.